# Les Femmes du bus 678
Pour plus de détails, voir Fiche technique et Distribution.
Les Femmes du bus 678 (titre original : 678) est un film égyptien réalisé par Mohamed Diab, sorti en 2010.

## Synopsis
Faysa, Seba et Nelly, trois femmes égyptiennes d'aujourd'hui, issues de milieux sociaux différents, régulièrement victimes de harcèlement sexuel (que ce soit dans le bus, le fameux 678, dans les rues du Caire ou au téléphone) s'associent pour combattre ce qui, d'après les statistiques, constitue un fléau national. Face à leur détermination, un inspecteur anticonformiste mène l'enquête.

## Fiche technique
- Titre : Les Femmes du bus 678
- Réalisation et scénario : Mohamed Diab
- Photographie : Ahmed Gabr - Couleurs, 35 mm/ 1,85 : 1
- Montage : Amr Salah el-Din
- Musique : Hany Adel
- Société de production : New Century
- Production exécutive : Boushra, Salah Goher
- Durée : 100 minutes
- Pays d'origine :  Égypte
- Dates de sortie :
  - Égypte : 2010
- France : 30 mai 2012

## Distribution
- Boushra : Fayza, femme voilée de milieu modeste
- Nelly Karim : Seba, bourgeoise
- Nahed el-Sebai : Nelly, jeune femme libérée
- Maged El Kedwany : Essam, l'inspecteur
- Omar el-Saeed : Omar, le petit ami de Nelly, pratiquant le stand-up
- Basem el-Samra : Adel, le mari de Fayza
- Ahmed El Feshawy : Sherif, le mari de Seba, fan de foot
- Sawsan Badr : la mère de Nelly
- Yara Goubran : Amina, une collègue de Fayza
- Marwa Mahran : Magda, la femme de l'inspecteur
- Motaz El Demerdash : lui-même

## Distinctions
Deux prix à la 34e édition du Festival international du cinéma méditerranéen de Montpellier (Cinémed), 2011: prix du public et prix du jeune public.

## Autour du film
« Une salle d'audience d'un tribunal du Caire en 2008. Premier procès, en Égypte, pour harcèlement sexuel. La plaignante, Noha Rushdi, se fait moquer par l'avocat de la défense. Mohamed Diab était présent : "C'est à ce moment-là que j'ai décidé de réaliser ce film. Pour que cet avocat comprenne ce que vivent les femmes", dit-il. Fayza des quartiers populaires, Seba, la bourgeoise, Nelly, tête brûlée : elles seront trois à incarner les femmes d'Égypte. »
Armé d'un certain courage, Mohamed Diab, scénariste et jeune réalisateur, aborde, avec ce premier film, un sujet tabou. Ainsi, donc, Les Femmes du bus 678 « s'inspire librement de l'histoire de la première femme qui a osé affronter son agresseur au tribunal et obtenir réparation. Dans le scénario, son action est mêlée à la rébellion de deux autres femmes contre les harcèlements dont elles sont victimes. » L'une, Seba, divorce et donne des cours à ses consœurs afin qu'elles luttent contre cette situation ; l'autre, Fayza, châtie à coups d'épingles à cheveux les mains masculines. « Les trois femmes devront apprendre à s'accepter et s'entraider face à leurs proches qui leur imposent de tout accepter en silence. La mise en scène est loin d'être au niveau des ambitions de l'entreprise. Mais l'énergie des comédiennes et du réalisateur-scénariste, qui a pris comme modèle les films d'Iñárritu pour entrelacer les destins de ses héroïnes, ne nous laisse pas indifférents. »

## Diffusion

### Diffusions télévisées enFrance
- Les 8, 12 et 13 mars 2015 sur Arte[5],[6]
- Le 29 novembre 2015 sur LCP[7]
- Le 21 février 2016 sur Numéro 23[8]